# Niels Henriksen
Niels Henriksen, danski veslač, * 4. februar 1966.
Henriksen je za Dansko nastopil na Poletnih olimpijskih igrah 1996 v Atlanti, kjer je z lahkim četverem brez krmarja osvojil zlato medaljo.